# H. Allen Smith (polityk)
H. Allen Smith (ur. 8 października 1909 w Dixon, zm. 4 czerwca 1998 w Glendale) – amerykański polityk, członek Partii Republikańskiej.

## Działalność polityczna
W okresie od 3 stycznia 1957 do 3 stycznia 1973 przez osiem kadencji był przedstawicielem 20. okręgu wyborczego w stanie Kalifornia w Izbie Reprezentantów Stanów Zjednoczonych.